# Electric Eye
Electric Eye — DVD группы Judas Priest, выпущенный 24 ноября 2003 года лейблом Sony Music. DVD является своеобразным сборником раннего видеоматериала группы, который включает 13 видеоклипов (с 1980 по 1990 года); запись концертного выступления группы, которое было отыграно в 1986 году в Далласе в рамках концертного турне Fuel for Life (ранее данная запись была доступна только на видеокассетах под названием Priest...Live!), а также на DVD представлены телевизионные съёмки канала BBC разных лет. В качестве бонусного материала на диске представлена полная дискография коллектива.

## Критика
Российский журнал Dark City, поставив релизу 3 балла из 5, отметил очень энергичное концертное выступление, представленное на DVD, назвав его классическим. В качестве звуковой дорожки как при просмотре концерта, так и клипов представлена DD 5.1. Качество изображения, принимая в расчёт дату съёмки материала, отмечено как довольно неплохое. В целом журнал констатировал факт того, что DVD воспринимается довольно легко, изображение и звук держатся на качественном уровне, а сам просмотр диска станет приятным времяпрепровождением, но в большей мере для поклонников группы.

## Видеоклипы
1. «Living After Midnight» (1980)
2. «Breaking the Law» (1980)
3. «Don’t Go» (1981)
4. «Heading Out to the Highway» (1981)
5. «Hot Rockin'» (1981)
6. «You’ve Got Another Thing Comin'» (1982)
7. «Freewheel Burning» (1984)
8. «Love Bites» (1984)
9. «Locked In» (1986)
10. «Turbo Lover» (1986)
11. «Johnny B. Goode» (1988)
12. «Painkiller» (1990)
13. «A Touch of Evil» (1990)

## Сэт-лист концерта в Далласе
1. «Out in the Cold»
2. «Locked In»
3. «Heading Out to the Highway»
4. «Breaking the Law»
5. «Love Bites»
6. «Some Heads Are Gonna Roll»
7. «The Sentinel»
8. «Private Property»
9. «Desert Plains»
10. «Rock You All Around the World»
11. «The Hellion/Electric Eye»
12. «Turbo Lover»
13. «Freewheel Burning»
14. «The Green Manalishi (With the Two-Pronged Crown)»
15. «Parental Guidance»
16. «Living After Midnight»
17. «You’ve Got Another Thing Comin'»
18. «Hell Bent for Leather»
19. «Metal Gods»

## Съёмки телевидения BBC
1. «Rocka Rolla» — Old Grey Whistle Test 25/4/75
2. «Dreamer Deceiver» — Old Grey Whistle Test 25/4/75
3. «Take on the World» — Top of The Pops 25/01/79
4. «Evening Star» — Top of The Pops 17/5/79
5. «Living After Midnight» — Top of The Pops 27/3/80
6. «United» — Top of The Pops 28/8/80

## Участники
- Роб Хэлфорд — вокал, гармоника
- Кеннет Даунинг — гитара, бэк-вокал
- Гленн Типтон — гитара, бэк-вокал
- Иэн Хилл — бас
- Скотт Трэвис — ударные